# Nen (Einheit)
Nen war ein vietnamesisches Gewichtsmaß für Edelmetalle.
- Annam: 1 Nen = 10 Luong/Lüong = 5/8 Kahn = 390,5 Gramm